# Абделькадер Хорр
Абделькадер Хорр (араб. عبد القادر حر, нар. 10 листопада 1953) — алжирський футболіст, що грав на позиції захисника.

## Біографія
Виступав за клуб «МК Алжир», а також національну збірну Алжиру. У складі збірної був учасником Кубка африканських націй 1980 року у Нігерії, де разом з командою здобув «срібло», чемпіонату світу 1982 року в Іспанії, а також Кубка африканських націй 1982 року, де зайняв з командою четверте місце.

## Титули і досягнення
- Переможець Всеафриканських ігор: 1978
- Срібний призер Кубка африканських націй: 1980